# Batalla de Bæjar
La batalla de Bæjar fue un conflicto armado que tuvo lugar en Bær í Bæjarsveit, Borgarfjörður, el 28 de abril de 1237, durante el turbulento periodo de guerra civil conocido como Sturlungaöld.
Sturla Sighvatsson y Þorleifur Þórðarson habían reunido 400 hombres en la primavera de 1237. Ambos tenían la intención de expansionarse hacia el oeste; para algunos miembros de sus familias se habían convertido en demasiado codiciosos. Þorleifur Þórðarson dominaba el asentamiento de Borgarfjörður, algo que no interesaba y tampoco beneficiaba los planes de Sturla. 
La batalla fue una de las más feroces y destructivas del periodo Sturlungaöld. Junto a Flóabardagi fue uno de los conflictos más salvajes donde se usaron rocas de forma mortífera.
De los hombres de Þorleifur, 29 fueron severamente heridos y se tuvieron que refugiar en la iglesia de Bær, entre ellos Óláfr Þórðarson, pero el precio final fue el destierro de Þorleifur en los tres años siguientes.